# Marvin Gabrion
Marvin Charles Gabrion (18 de octubre de 1953) es un asesino, violador y presunto asesino en serie estadounidense condenado a pena de muerte por el secuestro y asesinato en 1997 de Rachel Timmerman de 19 años en Cedar Springs, Michigan. 
Timmerman y su hija de 11 meses, Shannon, desaparecieron dos días antes de que Gabrion fuera juzgado por cargos de violación presentados por Rachel el verano anterior. El cuerpo de Rachel fue encontrado en Oxford Lake, cargado con bloques de cemento. Shannon sigue desaparecida pero se presume fallecida. Aunque Gabrion no fue juzgado por matar a Shannon, el jurado encontró más allá de toda duda razonable que él era responsable de su muerte.
Gabrion también es el principal sospechoso de las desapariciones y asesinatos de varias personas, incluido un testigo que iba a testificar en su contra en el juicio en su contra por violación quién era parte de su personal de mantenimiento, además de otro posible testigo y amigo de la familia y de un hombre desconocido. Los cuerpos de estas personas, que fueron testigos de su caso, no se han encontrado pero en su domicilio se recuperaron varios objetos pertenecientes a ellos.
El caso recibió atención nacional tanto por la brutalidad del crimen como por la controvertida sentencia. Míchigan abolió la pena de muerte en 1846 pero el cuerpo de Timmerman fue encontrado dentro de los Bosques Nacionales Huron-Manistee, un bosque propiedad del gobierno federal. Por lo tanto, el asesinato también fue una violación de la ley federal estadounidense que autoriza la pena de muerte independientemente de la ley estatal local. Gabrion, que fue juzgado en el Tribunal de Distrito de EE. UU. para el Distrito Oeste de Míchigan, es la primera persona condenada a muerte por un tribunal federal ubicado en un estado sin pena de muerte desde que se restableció la pena de muerte federal en 1988.
El 23 de diciembre de 2024, la pena de muerte de Gabrion fue conmutada a cadena perpetua por el presidente Joe Biden.

## Primeros años de vida
Gabrion es el quinto de seis hermanos, con tres hermanas mayores, un hermano mayor (Mike) y un hermano menor (David). Una hermana de Gabrion lo describió como "un niño realmente bueno" que estaba "feliz todo el tiempo y parecía llevarse bien con todos". Otra hermana lo recordaba como un niño "tímido" y "tranquilo". La familia Gabrion vivió en Grand Rapids durante la infancia de Marvin, antes de mudarse a una cabaña en Walhalla, Míchigan. Cuando Gabrion tenía 12 años la familia se estableció en White Cloud, Míchigan.
Cuando era niño, Gabrion realizó trabajos ocasionales para otros como limpiar botes, cortar el césped y trabajar en el jardín. Fue el único de sus hermanos en hacer esto. Gabrion fue un buen estudiante hasta su último año de secundaria. También jugó en equipos deportivos incluidos baloncesto, fútbol y atletismo. En general, "se mantuvo fuera de problemas" El maestro de secundaria de Gabrion testificó que no tuvo problemas disciplinarios en la escuela secundaria, aunque tuvo un número relativamente alto de ausencias en su último año. Su puntaje de coeficiente intelectual era muy alto pero sus calificaciones eran bajas. Una novia de la escuela secundaria lo describió como "un buen chico, amante de la diversión y dulce". No causó problemas en la escuela; incluso se alejó de una pelea. El hermano de Gabrion, Mike, lo describió como "nerd".
El padre de Gabrion, que solía estar borracho cuando llegaba a casa del trabajo, se burlaba regularmente de él y lo maltrataba. El padre también tenía mal genio. Una vez golpeó repetidamente la cabeza de Gabrion contra un mueble de madera porque había estado tratando de quemar basura cerca de la casa. Cuando Gabrion era un niño pequeño, se enfermó gravemente y su padre se negó a que lo viera un médico. No fue hasta que Gabrion tuvo fiebre alta y comenzó a actuar de manera extraña que su familia lo llevó al hospital. Los médicos le diagnosticaron neumonía y lo operaron para extraerle un material "similar al cuero" de sus pulmones.
Los padres de Gabrion a menudo se ausentaban de casa, dejando a sus hermanas a cargo de Gabrion y sus hermanos. Cuando la familia vivía en Walhalla, el padre de Gabrion trabajaba en Grand Rapids y regresaba a casa solo los fines de semana. La madre de Gabrion también dejaba la casa por largos periodos de tiempo. En una ocasión, tomó a David y se quedó con otro hombre durante varios meses. En otra ocasión, tuvo un ataque de nervios y sacaron a sus hijos de la casa por un tiempo. Una vez cuando las hermanas de Gabrion se quedaron solas para cuidarlo, se enfermó y desarrolló una fiebre tan alta que deliraba y caminó afuera hacia la nieve. Sus hermanos lo encontraron tirado en un banco de nieve.
La unión entre el padre y la madre de Gabrion no era estable. Ambos estaban involucrados en asuntos extramatrimoniales y a menudo peleaban entre ellos. David recordó que sus padres se peleaban entre sí cuando vivían en Walhalla, particularmente cuando bebían, aunque lo describió como "prácticamente un hogar normal". La hermana de Gabrion, Christine, recordó que sus padres discutían y peleaban físicamente entre sí, incluso arañándose y golpeándose, al punto que se rompieron los dientes frontales entre ellos. La hermana de Gabrion, Yvonne, recordó un momento en que su madre le arrojó un cuchillo de carnicero a su padre. La familia de Gabrion no fue una influencia positiva para él. Su madre una vez llevó a sus hijos a robar gasolina del automóvil de otra persona. El hermano de Gabrion, Mike, comenzó a consumir drogas a una edad temprana y se mudó de la casa cuando estaba en la escuela secundaria. En el momento del juicio, Mike estaba en prisión por recibir y ocultar propiedad robada. El otro hermano de Gabrion, David, también estuvo involucrado en actividades delictivas, y había pasado un tiempo significativo en la cárcel.

## Violación
El 7 de agosto de 1996, Rachel Timmerman informó al departamento del alguacil del condado de Newaygo que Marvin Gabrion la había violado. La noche anterior, un amigo de la familia llamado Wayne Davis y un compañero de clase de Rachel llamado Mikey Gabrion la habían invitado a una partida de cartas. Davis y Mikey Gabrion llegaron para recoger a Timmerman junto con el tío de Gabrion, Marvin. De camino al partido de cartas, Marvin Gabrion supuestamente obligó a Davis y Mikey Gabrion a salir del auto antes de irse y violar a Rachel. Gabrion fue arrestado y acusado del delito.

## Desapariciones
El 3 de junio de 1997, dos días antes del juicio de Gabrion por el cargo de violación, Timmerman salió de su casa con su hija Shannon de 11 meses diciendo a sus padres que tenía una cita para cenar con un hombre que conoció en el trabajo. No regresó. Su padre pronto recibió una carta que decía que planeaba dejar la ciudad y fugarse. El fiscal y el juez que presidía el caso también recibieron cartas escritas a mano por Timmerman en las que se afirmaba que las acusaciones de violación fueron inventadas y que ella deseaba retirar los cargos contra Gabrion.
Llegó otra carta que identificaba al hombre con el que se fue como "Delbert". Aunque les extrañó que hubiera decidido sin comentar y tan repentinamente mudarse e iniciar una relación, la familia de Rachel creía que las cartas eran legítimas y su desaparición no fue investigada en ese momento.

## Investigación

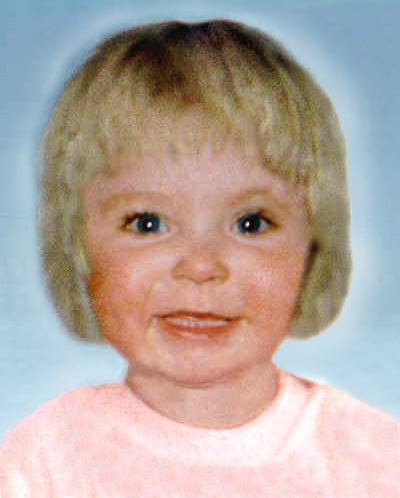
Recreación de la progresión edad en 1998 de Shannon hecha por el FBI.

Un mes más tarde, el 5 de julio de 1997, dos pescadores encontraron el cuerpo de Rachel en Oxford Lake encadenada a bloques de cemento, esposada y con la boca y los ojos envueltos abundantemente con cinta adhesiva. Según el forense, estaba viva cuando entró en el lago y murió ahogada.
Se desconocía el paradero de Gabrion pero rápidamente se convirtió en el principal sospechoso de su muerte. Se emitió  una orden de registro para su residencia y se encontraron llaves que coincidían con el candado (utilizado para asegurar el cuerpo de Rachel) en la casa junto con bloques de cemento manchados con la misma pintura que los extraídos del lago. El sobrino de Marvin, Mikey Gabrion, también condujo a la policía a un campamento que su tío usaba con frecuencia. Allí se encontró la tienda de campaña de Gabrion junto con cizallas, cadena, cinta adhesiva, una pinza para el cabello de mujer y tetinas para un biberón.
Los vecinos de Gabrion también fueron entrevistados por la policía. Informaron que Gabrion tenía un empleado de mantenimiento llamado John Weeks pero que no lo habían visto en la propiedad desde hacía algunas semanas. Los investigadores contactaron a la novia de Weeks quien identificó una foto de Gabrion como un hombre que le presentaron como "Lance". Informó que Lance se había ido del área con Weeks y que no había sabido nada de él y no estaba segura de cómo comunicarse con él. También informó a la policía que en una ocasión sorprendió a John hablando por teléfono con una chica llamada Rachel. Cuando lo confrontó, le contó que estaba tratando de hacerle un favor a Lance, quien estaba interesado en establecer una relación con ella. Las autoridades creen que Weeks fue la cita misteriosa que recogió a Rachel y Shannon el día que fueron vistas por última vez y que arregló la cita a instancias de Gabrion.
La búsqueda de Gabrion duró dos meses hasta que recibieron un aviso de que Gabrion iba a recibir un cheque del seguro social en una oficina de correos en Sherman, Nueva York. Los agentes del FBI vigilaron encubiertamente el lugar y lo arrestaron cuando salía de la oficina de correos.
La hija de Timmerman, Shannon, nunca fue encontrada. Sin embargo, es "prácticamente indiscutible" que Gabrion la mató.

## Otras desapariciones
Gabrion es sospechoso de la desaparición de varias personas. La casa donde vivía cuando se encontró el cuerpo de Rachel era propiedad de un hombre llamado Robert Allen. Allen era un indigente con discapacidad mental y había estado recibiendo asistencia social cuando desapareció en 1995. Gabrion cobró los cheques de Allen y vivió en su casa hasta 1997. Ese fraude relacionado con Allen llevó a las autoridades hasta él después del asesinato de Rachel cuando abrió un apartado de correos a nombre de Allen y ordenó que se enviara su cheque de seguridad social allí. Gabrion fue condenado por fraude a la seguridad social en julio de 1998 por su uso de los cheques de Allen y sentenciado a cinco años en una prisión federal.
Wayne Davis, el amigo de la familia que invitó a Timmerman la noche en que fue violada, desapareció en febrero de 1997. Davis estaba listo para testificar contra Gabrion en el próximo juicio por violación. La residencia de Davis estaba prácticamente intacta cuando se descubrió la desaparición, salvo un equipo de música estéreo robado. Más tarde se descubrió que Gabrion estaba en posesión del equipo estéreo e intentaba empeñarlo. En julio de 2002, unos piragüistas encontraron el esqueleto de Davis en el lago Twinwood, en el mismo parque nacional donde se encontró el cuerpo de Rachel.
El paradero de John Weeks también se desconoce. Gabrion fue la última persona conocida que lo vio con vida en junio de 1997.
Se presume que Weeks y Allen están fallecidos. Gabrion sigue siendo el principal sospechoso de la desaparición de los tres hombres, pero no ha sido acusado.

## Juicio
Gabrion fue juzgado en 2002 por el asesinato de Rachel Timmerman. El fiscal presentó el testimonio de varios testigos que describieron la propensión de Gabrion a la violencia y los comportamientos amenazantes, incluidas las acusaciones de otras agresiones físicas y sexuales. Dos testigos declararon que sus casas habían sido incendiadas luego de altercados con Gabrion. Otra mujer describió cómo Gabrion la apuntó con un rifle a ella y a su hijo de dos años mientras caminaba hacia su automóvil un día. Luego subió a su propio automóvil y los siguió durante varios kilómetros. También se expusieron las desapariciones de los otros hombres que estaban ligados al caso.
El juicio también destacó por la decisión del juez de negar el derecho del acusado a despedir a su abogado y defenderse en el tribunal debido al comportamiento errático de Gabrion y la frecuente interrupción de los procedimientos judiciales. Golpeó a su abogado defensor en la cara a la vista del jurado y cometió 40 infracciones graves mientras estaba en la cárcel del condado de Calhoun. Gabrion presentó numerosas mociones extrañas usando "lenguaje abusivo y obsceno". Acusó al juez de acostarse y dejar embarazadas a niñas de 13 y 14 años y llamó a su abogado y al juez "satánicos" y "Hitler". Durante su apelación, el tribunal de apelaciones afirmó que el Tribunal de Distrito tenía todas las razones para denegar el derecho de Gabrion a representarse a sí mismo y señaló que su comportamiento errático y perturbador ciertamente habría continuado si se hubiera dado la oportunidad.
La defensa respondió que el temperamento y las acciones de Gabrion fueron el resultado de múltiples accidentes automovilísticos que resultaron en lesiones cerebrales y una infancia problemática. Fue declarado culpable y condenado a la pena de muerte. Además, el jurado encontró más allá de toda duda razonable que él era el responsable de matar a la bebé Shannon.

## Debate sobre su condena a muerte
Estados Unidos VS Gabrión se considera un caso histórico por su uso de la pena de muerte en un estado sin pena de muerte. La pena capital fue abolida en Míchigan desde 1846. Míchigan fue la primera jurisdicción de habla inglesa en eliminar la pena de muerte. La jurisdicción federal permitió a los fiscales buscar la pena de muerte en el caso. El cuerpo de Rachel fue encontrado en terrenos federales en el Bosque Nacional Manistee, lo que permitió a los fiscales juzgar a Gabrion en un tribunal federal y buscar la pena de muerte por cargos federales, una sentencia que no está prevista en la ley de Míchigan. Gabrion fue la primera persona en los Estados Unidos en recibir la pena de muerte por un delito cometido en un estado sin pena de muerte desde que se restableció la pena de muerte federal en 1988, así como la primera persona en ser sentenciada a muerte en el estado de Míchigan desde 1937.
Durante el juicio, la defensa de Gabrion argumentó que Rachel pudo haber sido asesinada fuera del Bosque Nacional Manistee antes de ser transportada al parque para ser ocultada y por lo tanto, el asesinato ocurrió en propiedad estatal en lugar de propiedad federal. El jurado encontró, más allá de toda duda razonable, que Gabrion mató a Timmerman dentro del bosque nacional. En 2011, Gabrion apeló tanto la condena como la sentencia. La defensa sostuvo que se debería haber dicho a los jurados que si Gabrion hubiera sido juzgado en un tribunal estatal, no habría enfrentado la pena de muerte. En su apelación, la defensa de Gabrion argumentó que bajo la Octava Enmienda y la Ley Federal de Pena de Muerte, Gabrion tenía derecho a argumentar ante el jurado durante la fase de sentencia de su juicio que deberían considerar cualquier "duda residual" de que mató a Timmerman dentro del recinto nacional. Se confirmó la condena, pero se anuló la sentencia.

En su decisión, el tribunal escribió:
El caso no fue presentado para servir a un interés nacional especial como la traición o el terrorismo diferente del interés normal del estado en castigar el asesinato. El jurado debe tener la oportunidad de considerar si uno o más de ellos elegirían una cadena perpetua en lugar de la pena de muerte cuando el mismo jurado considerando el castigo adecuado para el mismo acusado por el mismo delito pero procesado en la corte estatal de Míchigan no pudo imponer la pena de muerte.
En 2013, se revocó la apelación de la sentencia y se restableció la pena de muerte. Gabrion permaneció en el corredor de la muerte en la Penitenciaría de los Estados Unidos, Terre Haute hasta el 23 de diciembre de 2024, cuando la pena de muerte de Gabrion fue conmutada a cadena perpetua por Joe Biden, que como presidente saliente conmutó la pena a 37 de los 40 reclusos en el corredor de la muerte federal.

## En los medios
El caso atrajo la atención nacional y apareció en el programa de investigación Discovery FBI: Criminal Pursuit  así como en Misterios sin resolver. El padre y el tío de Rachel publicaron un libro sobre el caso titulado El color de la noche: una madre joven y un asesino a sangre fría. Los aspectos legales de la sentencia de muerte en este caso se describieron en el libro Causa de la muerte: Archivos forenses de un médico forense, así como en el libro de texto de la carrera de derecho Psiquiatría en derecho.